# Blegsand
Blegsand er det grå, afblegede sand, som ligger lige neden under førnelaget på morrbund. Sandet er lyst, fordi syre fra humificeringen af førne har opløst og udvasket størstedelen af metalindholdet i sandet. Særligt påfaldende er det, at jernindholdets karakteristiske, rustrøde farve er fjernet fra blegsandet.
- Sten og jordtyper